# Eiderstedt

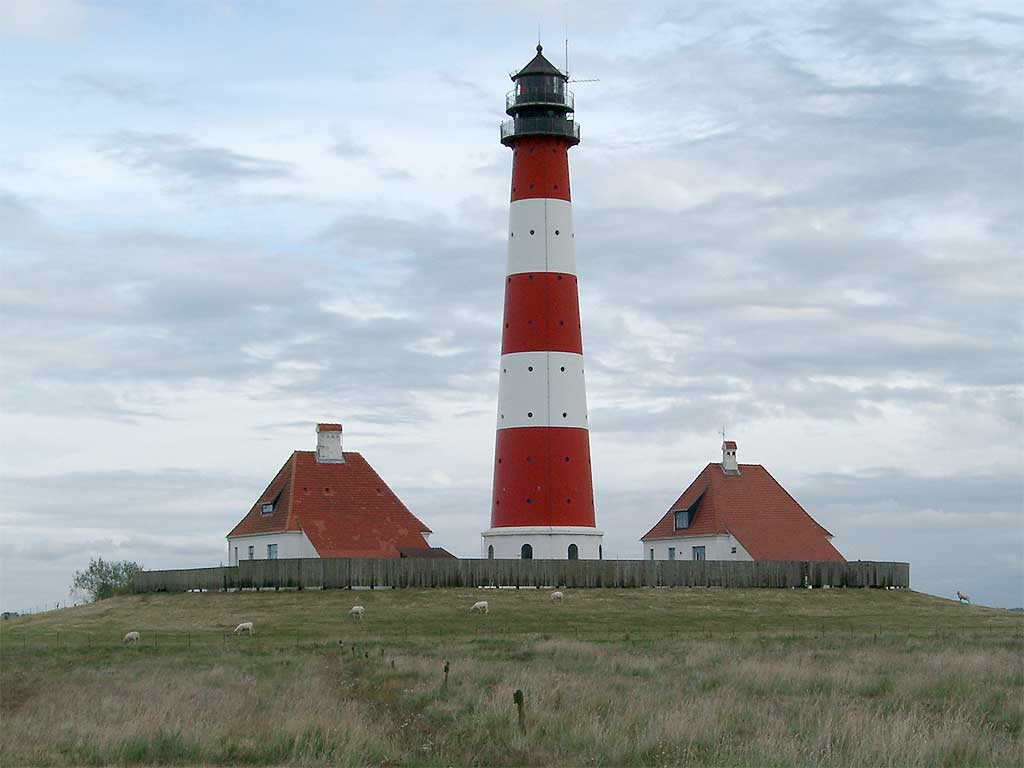
Far a Westerhever

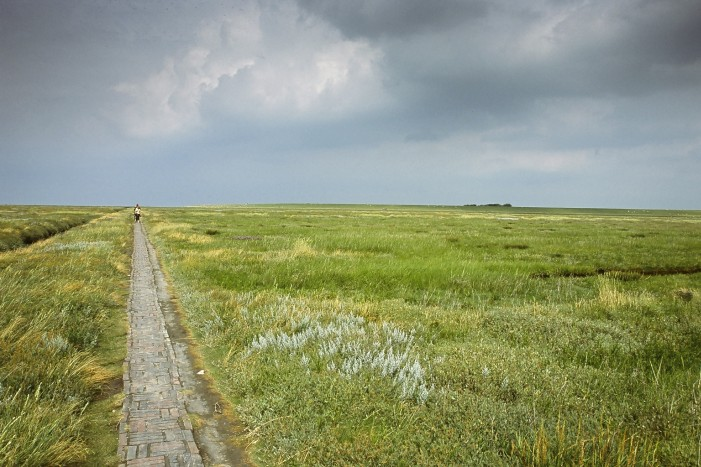
Vista d'aiguamoll

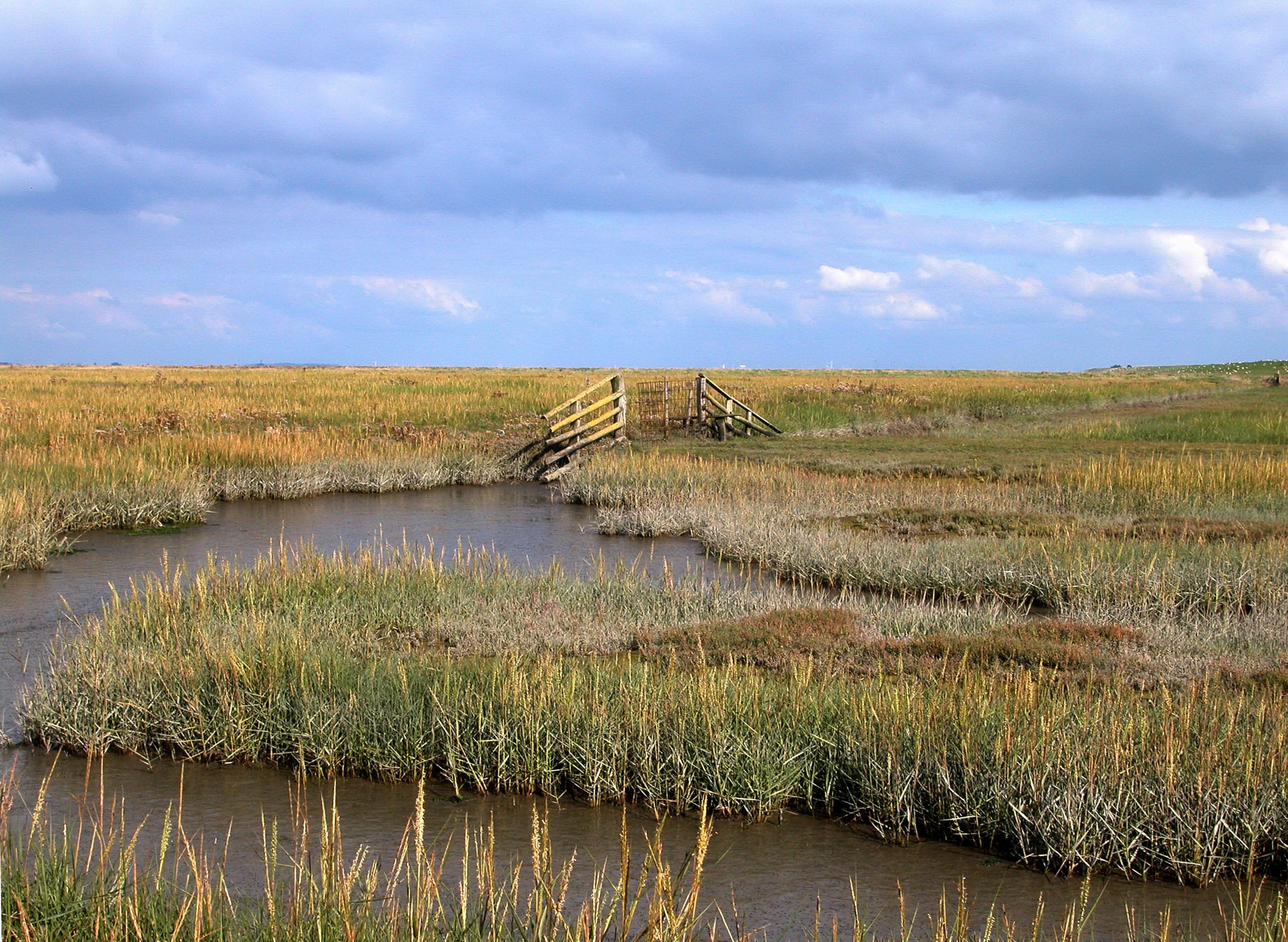
Vista d'aiguamoll salat

Eiderstedt (alemany: Eiderstedt; en danès:Ejdersted en frisi del nord:: Ääderstää) és una península situada en el districte de Nordfriesland a l'estat federal alemany de Schleswig-Holstein.
Fa uns 30 km de llargada i uns 15 km d'amplada i es va crear per la construcció d'un dic (polders) des de tres illes: Eiderstedt:Tönning, Utholm Tating, i Evershop Garding. Els dics es van començar a fer cap a l'any 1000. Aquesta zona originàriament es deia Dreilande - "Tres terres".
El sòl al·luvial és molt adequat per l'agricultura. Actualment l'activitat dominant és el turisme, particularment a la ciutat de Sankt Peter-Ording a la punta occidental de la península. El far de Westerhever és el far amb més prominència d'Alemanya. Altres atractius turístics de la península són la Mar de Wadden i l'aiguamoll de Katinger Watt. La península està connectada amb la ruta europea EuroVelo.
L'any 2010 22.356 persones vivien als 24 pobles i municipis de la península.